# Luisa Carolina d'Assia-Kassel
Luisa Carolina d'Assia-Kassel (Gottorp, 28 settembre 1789 – Ballenstedt, 13 marzo 1867) è stata la consorte di Federico Guglielmo, Duca di Schleswig-Holstein-Sonderburg-Glücksburgg e la matriarca del Casato di Schleswig-Holstein-Sonderburg-Glücksburg che sarebbe poi diventata la casa regnante dei regni di Danimarca, Grecia, Norvegia.

## Infanzia
Luisa Carolina nacque a Gottorp nel Ducato di Schleswig dal Langravio Carlo d'Assia-Kassel (19 dicembre 1744 – 17 agosto 1836) e da sua moglie la Principessa Luisa di Danimarca (30 gennaio 1750 – 12 gennaio 1831). Sua sorella maggiore Maria Sofia (28 ottobre 1767 – 21 marzo 1852) diventò regina consorte di Federico VI di Danimarca.

## Matrimonio e figli
Il 26 gennaio 1810 sposò Federico Guglielmo di Schleswig-Holstein-Sonderburg-Glücksburg. Dal matrimonio nacquero dieci figli:
- Principessa Luisa Maria Federica di Schleswig-Holstein-Sonderburg-Glücksburg (23 ottobre 1810 - 11 maggio 1869).
- Principessa Federica Carolina Giuliana (9 ottobre 1811 - 10 luglio 1902), sposò Alessandro Carlo di Anhalt-Bernburg.
- Carlo, Duca di Schleswig-Holstein-Sonderburg-Glücksburg (30 settembre 1813 - 24 ottobre 1878), sposò Guglielmina Maria di Danimarca.
- Federico, Duca di Schleswig-Holstein-Sonderburg-Glücksburg (23 ottobre 1814 - 27 novembre 1885).
- Principe Guglielmo di Schleswig-Holstein-Sonderburg-Glücksburg (10 aprile 1816 - 5 settembre 1893).
- Principe Cristiano di Schleswig-Holstein-Sonderburg-Glücksburg (8 aprile 1818 - 29 gennaio 1906), poi Cristiano IX di Danimarca.
- Principessa Luisa, badessa di Itzehoe (18 novembre 1820 - 30 novembre 1894).
- Principe Giulio di Schleswig-Holstein-Sonderburg-Glücksburg (14 ottobre 1824 - 1º giugno 1903).
- Principe Giovanni di Schleswig-Holstein-Sonderburg-Glücksburg (5 dicembre 1825 - 27 maggio 1911).
- Principe Nicola di Schleswig-Holstein-Sonderburg-Glücksburg (22 dicembre 1828 - 18 agosto 1849).

Il figlio di Luisa Carolina, il Principe Cristiano, fu nominato terzo in linea al trono di Cristiano VIII di Danimarca nel 1847. Successe al cugino senza figli, Federico VII di Danimarca, il 15 novembre 1863, essendo morto poco tempo prima il Principe Ereditario Ferdinando.
I suoi nipoti includono (tra gli altri) Re Federico VIII di Danimarca, la Regina Alessandra del Regno Unito, l'Imperatrice Maria di Russia, Re Giorgio I di Grecia e la Principessa Ereditaria Thyra di Hannover, Duchessa di Cumberland e Teviotdale.

## Ascendenza
|                               |                           |                                         | Genitori                                 |  |  | Nonni |  |  | Bisnonni                      |  |  | Trisnonni              |  |
|                               |                           |                                         |                                          |  |  |       |  |  | Guglielmo VIII d'Assia-Kassel |  |  | Carlo I d'Assia-Kassel |  |
|                               |                           |                                         |                                          |  |  |       |  |  | Guglielmo VIII d'Assia-Kassel |  |  | Carlo I d'Assia-Kassel |  |
|                               |                           | Amalia di Curlandia                     |                                          |  |  |       |  |  | Guglielmo VIII d'Assia-Kassel |  |  |                        |  |
| Federico II d'Assia-Kassel    |                           |                                         |                                          |  |  |       |  |  | Guglielmo VIII d'Assia-Kassel |  |  |                        |  |
|                               |                           | Dorotea Guglielmina di Sassonia-Zeitz   | Maurizio Guglielmo di Sassonia-Zeitz     |  |  |       |  |  |                               |  |  |                        |  |
|                               |                           | Dorotea Guglielmina di Sassonia-Zeitz   | Maurizio Guglielmo di Sassonia-Zeitz     |  |  |       |  |  |                               |  |  |                        |  |
|                               |                           | Dorotea Guglielmina di Sassonia-Zeitz   | Maria Amalia di Brandeburgo              |  |  |       |  |  |                               |  |  |                        |  |
| Carlo d'Assia-Kassel          |                           | Dorotea Guglielmina di Sassonia-Zeitz   |                                          |  |  |       |  |  |                               |  |  |                        |  |
|                               |                           | Giorgio II di Gran Bretagna             | Giorgio I di Gran Bretagna               |  |  |       |  |  |                               |  |  |                        |  |
|                               |                           | Giorgio II di Gran Bretagna             | Giorgio I di Gran Bretagna               |  |  |       |  |  |                               |  |  |                        |  |
|                               |                           | Giorgio II di Gran Bretagna             | Sofia Dorotea di Celle                   |  |  |       |  |  |                               |  |  |                        |  |
| Maria di Hannover             |                           | Giorgio II di Gran Bretagna             |                                          |  |  |       |  |  |                               |  |  |                        |  |
|                               |                           | Carolina di Brandeburgo-Ansbach         | Giovanni Federico di Brandeburgo-Ansbach |  |  |       |  |  |                               |  |  |                        |  |
|                               |                           | Carolina di Brandeburgo-Ansbach         | Giovanni Federico di Brandeburgo-Ansbach |  |  |       |  |  |                               |  |  |                        |  |
|                               |                           | Carolina di Brandeburgo-Ansbach         | Eleonora Erdmuthe di Sassonia-Eisenach   |  |  |       |  |  |                               |  |  |                        |  |
| Luisa Carolina d'Assia-Kassel |                           | Carolina di Brandeburgo-Ansbach         |                                          |  |  |       |  |  |                               |  |  |                        |  |
|                               | Cristiano VI di Danimarca | Federico IV di Danimarca                |                                          |  |  |       |  |  |                               |  |  |                        |  |
|                               | Cristiano VI di Danimarca | Federico IV di Danimarca                |                                          |  |  |       |  |  |                               |  |  |                        |  |
|                               | Cristiano VI di Danimarca | Luisa di Meclemburgo-Güstrow            |                                          |  |  |       |  |  |                               |  |  |                        |  |
| Federico V di Danimarca       | Cristiano VI di Danimarca |                                         |                                          |  |  |       |  |  |                               |  |  |                        |  |
|                               |                           | Sofia Maddalena di Brandeburgo-Kulmbach | Cristiano Enrico di Brandeburgo-Kulmbach |  |  |       |  |  |                               |  |  |                        |  |
|                               |                           | Sofia Maddalena di Brandeburgo-Kulmbach | Cristiano Enrico di Brandeburgo-Kulmbach |  |  |       |  |  |                               |  |  |                        |  |
|                               |                           | Sofia Maddalena di Brandeburgo-Kulmbach | Sofia Cristiana di Wolfstein             |  |  |       |  |  |                               |  |  |                        |  |
| Luisa di Danimarca            |                           | Sofia Maddalena di Brandeburgo-Kulmbach |                                          |  |  |       |  |  |                               |  |  |                        |  |
|                               |                           | Giorgio II di Gran Bretagna             | Giorgio I di Gran Bretagna               |  |  |       |  |  |                               |  |  |                        |  |
|                               |                           | Giorgio II di Gran Bretagna             | Giorgio I di Gran Bretagna               |  |  |       |  |  |                               |  |  |                        |  |
|                               |                           | Giorgio II di Gran Bretagna             | Sofia Dorotea di Celle                   |  |  |       |  |  |                               |  |  |                        |  |
| Luisa di Hannover             |                           | Giorgio II di Gran Bretagna             |                                          |  |  |       |  |  |                               |  |  |                        |  |
|                               |                           | Carolina di Brandeburgo-Ansbach         | Giovanni Federico di Brandeburgo-Ansbach |  |  |       |  |  |                               |  |  |                        |  |
|                               |                           | Carolina di Brandeburgo-Ansbach         | Giovanni Federico di Brandeburgo-Ansbach |  |  |       |  |  |                               |  |  |                        |  |
|                               |                           | Carolina di Brandeburgo-Ansbach         | Eleonora Erdmuthe di Sassonia-Eisenach   |  |  |       |  |  |                               |  |  |                        |  |
|                               |                           | Carolina di Brandeburgo-Ansbach         |                                          |  |  |       |  |  |                               |  |  |                        |  |

## Titoli e stile
- 28 settembre 1789 - 26 gennaio 1810: Sua Altezza Serenissima Principessa Luisa Carolina d'Assia-Kassel
- 26 gennaio 1810 - 25 marzo 1816: Sua Altezza Serenissima La Principessa Ereditaria di Schleswig-Holstein-Sonderburg-Beck
- 25 marzo 1816 - 6 luglio 1825: Sua Altezza Serenissima La Duchessa di Schleswig-Holstein-Sonderburg-Beck
- 6 luglio 1825 - 17 febbraio 1831: Sua Altezza Serenissima La Duchessa di Schleswig-Holstein-Sonderburg-Glücksburg
- 17 febbraio 1831 - 13 marzo 1867: Sua Altezza Serenissima La Duchessa Vedova di Schleswig-Holstein-Sonderburg-Glücksburg